# Arne Jessen
Arne Jessen (* 23. Juni 1972 in Hamburg) ist ein deutscher Fernsehmoderator.

## Leben
Nach einer Ausbildung zum Verlagskaufmann bei Gruner + Jahr und mehreren Langzeitpraktika, u. a. bei den Radiosendern OK Radio und Radio Schleswig-Holstein, folgte 1996 ein Volontariat bei Radio Hamburg. 1998 war er als Moderator und Redakteur bei Sat.1 in der Sendung „Sat.1 17.30“ beschäftigt. Diese Tätigkeiten übte er auch von 1999 bis 2003 in den täglichen Nachrichtensendungen bei ProSieben und  N24 aus. 
2003 war er Moderator der Sendung „Der Bachelor“ und ein Jahr danach für „Die Bachelorette“ bei RTL.
Von 2005 bis 2006 arbeitete Arne Jessen bei „Gute Laune TV“ in München. 2006 präsentierte er gemeinsam mit Miriam Pielhau die Tchibo-Show, ein Versuch, Werbung und Unterhaltung miteinander zu verbinden. Im Anschluss ging er zurück in seine Geburtsstadt Hamburg, wo er bis 2008 eine tägliche Nachmittagssendung beim Radiosender Oldie95 hatte. Seit 2008 arbeitet Arne Jessen beim Norddeutschen Rundfunk (NDR) und moderierte dort bis Ende 2019 in über tausend Folgen die Sendung „Mein Nachmittag“.
Jessen lebt in der Nähe von Hamburg.